# Berdeniella dispar
Berdeniella dispar är en tvåvingeart som först beskrevs av Sarà 1958.  Berdeniella dispar ingår i släktet Berdeniella och familjen fjärilsmyggor. Inga underarter finns listade i Catalogue of Life.